# Allie Morrison
Alvin Roy „Allie“ Morrison (29. června 1904, Marshalltown, Iowa, USA – 18. dubna 1966, Omaha, Nebraska) byl americký zápasník, volnostylař.
V roce 1928 na hrách v Amsterdamu vybojoval zlatou medaili v pérové váze. Třikrát, v letech 1926 až 1928 vybojoval titul šampiona AAU. Po ukončení aktivní kariéry působil jako trenér zápasu a amerického fotbalu.